# Bathyphantes rainbowi
Bathyphantes rainbowi är en spindelart som beskrevs av Roewer 1942. Bathyphantes rainbowi ingår i släktet Bathyphantes och familjen täckvävarspindlar. Inga underarter finns listade.